# Liste der ingenieurwissenschaftlichen Fachrichtungen
Die nachfolgende Liste stellt eine nicht vollständige Übersicht der ingenieurwissenschaftlichen Fachrichtungen und Studiengänge dar.
- Abfallwirtschaft
- Agrarwissenschaften und Agraringenieurwesen
- Architektur
- Automatisierungstechnik
- Bauingenieurwesen
- Bergbauingenieurwesen
- Bioingenieurwesen
- Biotechnologie
- Brandschutz
- Brauwesen
- Chemieingenieurwesen
- Drucktechnik
- Elektrotechnik
- Energietechnik
- Erneuerbare Energien
- Flugzeugbau
- Forstingenieur
- Holztechnik
- Informatik
- Informationssystemtechnik
- Lebensmitteltechnologie
- Logistik
- Luft- und Raumfahrttechnik
- Maschinenbau
- Materialwissenschaft
- Mechatronik
- Medizintechnik
- Montanwissenschaften
- Nachrichtentechnik, Kommunikationstechnik
- Nautik
- Pharmatechnik
- Projektingenieurwesen
- Rettungsingenieurwesen
- Sicherheitstechnik
- Stadtplanung
- Systems Engineering
- Textiltechnik
- Umweltingenieurwissenschaften
- Verfahrenstechnik
- Verkehrsingenieurwesen
- Vermessungsingenieurwesen
- Verpackungstechnik
- Wirtschaftsingenieurwesen

## VDI Fachgesellschaften - Kategorien
Der VDI zählt die folgenden 12 Fachgesellschaften (Stand 2021):
- Bauen und Gebäudetechnik
- Energie und Umwelt
- Fahrzeug- und Verkehrstechnik
- Materials Engineering
- Mess- und Automatisierungstechnik
- Mikroelektronik, Mikrosystem- und Feinwerktechnik
- Normenausschuss Akustik, Lärmminderung und Schwingungstechnik
- Produkt- und Prozessgestaltung
- Produktion und Logistik
- Kommission Reinhaltung der Luft – Normenausschuss
- Technologies of Life Sciences
- Verfahrenstechnik und Chemieingenieurwesen